# Narita (álbum)
Narita es el segundo álbum de estudio de la banda estadounidense de heavy metal Riot y fue publicado en 1979 por Capitol Records en los Estados Unidos y Europa, la discográfica Attic Records en Canadá y en Japón por Victor Entertainment.  Fue relanzado en 2005 por la compañía Rock Candy Records.

## Grabación y lanzamiento
Este álbum fue grabado en el Big Apple Recording Studio de Nueva York, Estados Unidos a principios de 1979.  Fue lanzado primeramente en Japón y tiempo después en América y Europa.
Riot realizó una versión del tema «Born to Be Wild» de la banda de rock Steppenwolf y la adhirió a este disco.

## Crítica
El crítico de Allmusic Eduardo Rivadavia realizó una reseña a Narita, comenzando por la historia de la banda y su desafortunado inicio.  Ya en la crítica hacia Narita, mencionó que contenía «un resbaladizo pero poderoso rock duro casi comparable al álbum debut de Van Halen pero muy alejado del rock limpísimo de Boston». Señaló algunas canciones que para su gusto eran de buena calidad y realzó el canto de Guy Speranza y la ejecución de guitarra de Mark Reale. Rivadavia le otorgó a este disco una calificación de 3.5 estrellas de cinco posibles.

## Lista de canciones

### Cara A
| Side one |                          |                                          |                           |          |  |
| N.º      | Título                   | Escritor(es)                             | Traducción al español     | Duración |  |
| 1.       | «Waiting for the Taking» | Mark Reale / Guy Speranza / Rick Ventura | «Esperando la toma»       | 5:01     |  |
| 2.       | «49er»                   | Reale / Speranza                         | «Cuarenta y nueve»        | 4:36     |  |
| 3.       | «Kick Down the Wall»     | Reale / Speranza                         | «Derriba el muro»         | 4:32     |  |
| 4.       | «Born to Be Wild»        | Mars Bonfire                             | «Nacido para ser salvaje» | 2:47     |  |
| 5.       | «Narita»                 | Reale / Speranza                         | «Narita»                  | 4:38     |  |

### Cara B
| Side one              |                      |                  |                         |          |  |
| N.º                   | Título               | Escritor(es)     | Traducción al español   | Duración |  |
| 6.                    | «Here We Come Again» | Reale / Speranza | «Aquí vamos otra vez»   | 5:58     |  |
| 7.                    | «Do It Up»           | Reale / Speranza | «Hacerlo»               | 3:44     |  |
| 8.                    | «Hot for Love»       | Reale / Speranza | «Ardiendo por amor»     | 5:00     |  |
| 9.                    | «White Rock»         | Reale / Speranza | «Roca blanca»           | 2:33     |  |
| 10.                   | «Road Racin'»        | Reale / Speranza | «Carreras de carretera» | 4:32     |  |
| Duración total: 38:43 |                      |                  |                         |          |  |

## Créditos

### Riot
- Guy Speranza — voz principal y coros
- Mark Reale — guitarra líder
- Rick Ventura — guitarra rítmica
- Jimmy Iommi — bajo
- Peter Bitelli — batería

### Personal de producción
- Steve Loeb — productor
- Billy Arnell — productor
- Jim Jordon — grabación
- Roddy Hui — mezclador
- Marcia Loeb — directora de arte
- Steve Weiss — diseño del arte de portada
- Bob Gruen — fotógrafo